# زوندركوماندوس 1005
Sonderaktion 1005 (النطق الألماني: [zɔndɐakt͡sjoːn aɪ̯ntaʊ̯zəntfʏnf]، وتعني "العملية الخاصة 1005")، وتسمى أيضًا Aktion 1005 أو Enterdungsaktion (النطق الألماني:[ɛntɐdʊŋsakt͡sjoːn]، وتعني "عملية استخراج الجثث")، كانت عملية نازية سرية للغاية أجريت من يونيو 1942 إلى أواخر عام 1944. كان هدف المشروع إخفاء أو تدمير أي دليل على القتل الجماعي الذي حدث في إطار عملية راينهارد، حيث أُبيد جميع اليهود في المنطقة المحتلة من قبل الحكومة العامة في بولندا (والتي نجحت إلى حد كبير). أُجبرت مجموعات من التي يُطلق عليها رسميًا Leichenkommandos ("وحدات الجثث")، على استخراج الجثث من المقابر الجماعية وحرقها، ففي كثير من الأحيان كان يتم وضع السجناء في السلاسل لمنعهم من الهروب. 
تم وضع المشروع لتدمير الأدلة على الإبادة الجماعية التي ارتكبتها كتائب شرطة النظام و (Einsatzgruppen) فرق الموت الألمانية التي قتلت الملايين، بما في ذلك أكثر من مليون يهودي وغجري وسلافي . أشرفت على المشروع فرق مختارة من Sicherheitsdienst (SD) وشرطة النظام الموحدة .

## العمليات

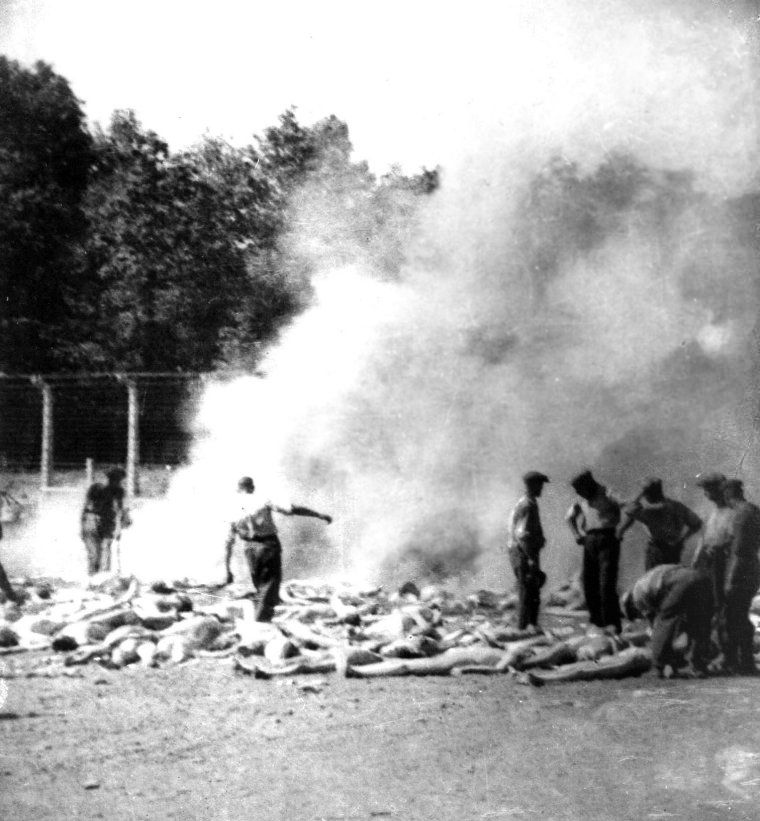
إحراق جثث السجناء في أوشفيتز-بيركناو على يد سجناء معسكرات الموت الألمانية النازية عام 1944 (صورة سرية التقطها السجين ألبرتو إريرا)

في مارس 1942م، وضع إس إس - أوبر غروبن فوهرر راينهارد هايدريش راينهارد هايدريش إس إس- شتاندارتن فوهرر باول بلوبل المسؤول عن أكتون 1005، على الرغم من تأخر بدايتها بعد اغتيال هايدريش في يونيو 1942م. بعد نهاية يونيو، أصدر SS- جروبنفهر هاينرش مولر، قائد الغيستابو، أوامر باول أخيرًا. في حين كان الهدف الرئيسي هو محو الأدلة على الإبادة اليهودية، فإن أكتيون سيشمل أيضًا الضحايا غير اليهود على يد أينزاتسغروبن.

## في أعقاب الحرب العالمية الثانية
في محاكمات نورمبرغ بعد الحرب العالمية الثانية، قدم نائب أدولف أيخمان، إس إس - هاوبستورمفيرهر ديتر ويسليكني الشهادة التالية بخصوص أكتيون 1005 

في نوفمبر 1942م، في مكتب آيخمان في برلين، التقيت بستاندارتنفوهرر بلوبل، الذي كان زعيمًا للكوماندو 1005، الذي تم تكليفه خصيصًا بإزالة كل آثار الحل النهائي للمشكلة اليهودية من خلال مجموعات أينساتس وجميع عمليات الإعدام الأخرى. عملت الكوماندو 1005 من خريف عام 1942 على الأقل إلى سبتمبر 1944م وكانت طوال هذه الفترة تابعة لأيخمان. تم تشكيل المهمة بعد أن أصبح من الواضح لأول مرة أن ألمانيا لن تكون قادرة على الاحتفاظ بكل الأراضي المحتلة في الشرق، وكان من الضروري إزالة كل آثار عمليات الإعدام الإجرامية التي ارتكبت. في نوفمبر 1942م، ألقى بلوبل محاضرة في برلين أمام هيئة آيخمان من المتخصصين في القضية اليهودية من الأراضي المحتلة. تحدث عن محارق الجثث الخاصة التي بناها بنفسه لاستخدامها في عمل كوماندو 1005. كانت مهمتهم الخاصة هي فتح القبور وإزالة وحرق جثث الأشخاص الذين تم إعدامهم سابقًا. عملت كوماندو 1005 في روسيا وبولندا وعبر منطقة البلطيق. رأيت بلوبل مرة أخرى في المجر عام 1944م وأخبر آيخمان في حضوري أن مهمة كوماندو 1005 قد اكتملت. - SS-Hauptsturmführer Dieter Wisliceny.

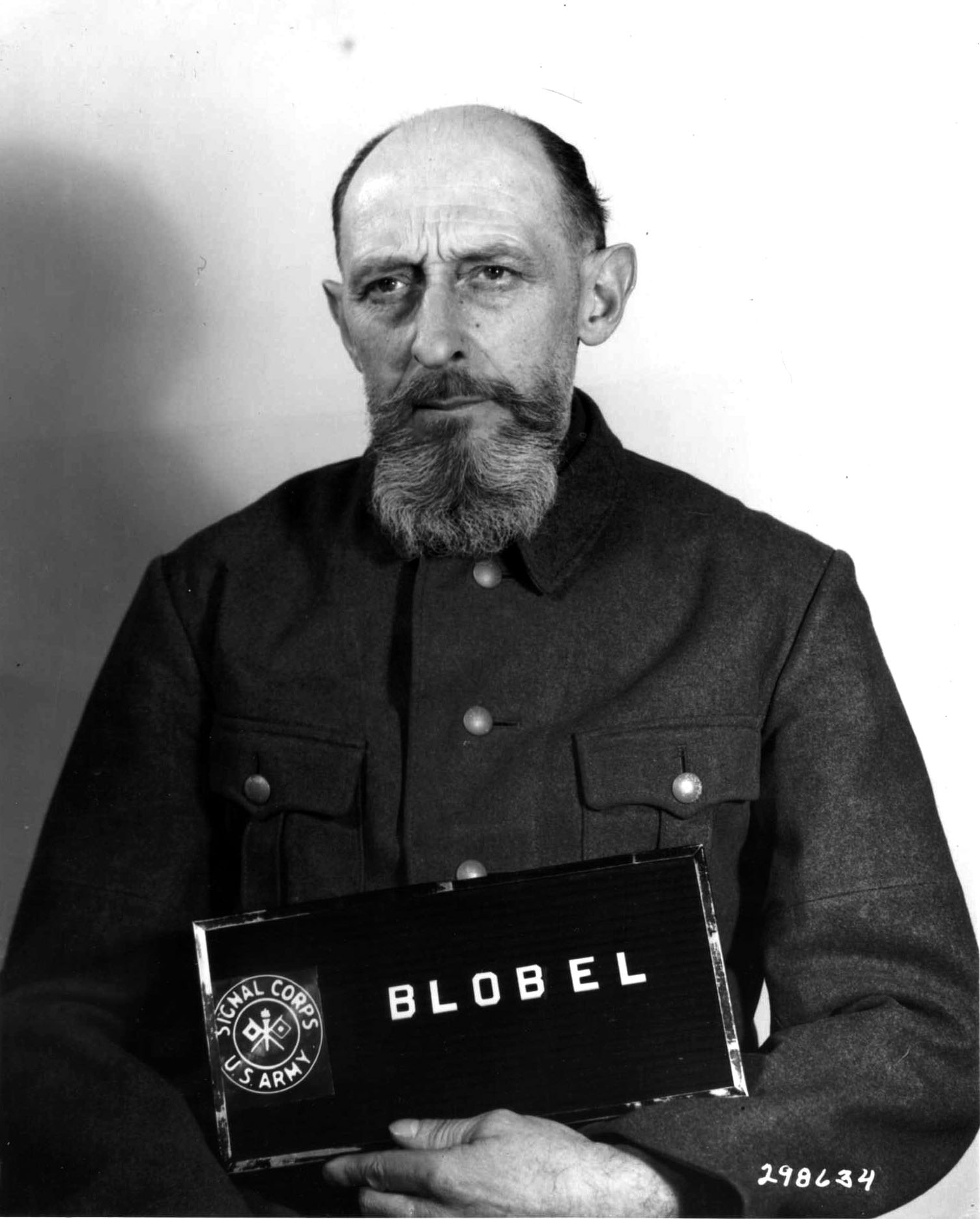
SS-Standartenführer باول بلوبل، لحيته نمت في السجن

حكم على بلوبل بالإعدام من قبل محكمة نورمبرغ العسكرية الأمريكية في محاكمات أينزاتسغروبن. تم إعدامه في سجن لاندسبيرج في 8 يونيو 1951م. يُعزى قرابة 60 ألف حالة وفاة إلى بلوبيل، رغم أنه زعم خلال شهادته في نورمبرج أنه قتل ما بين 10 آلاف و 15 ألف شخص فقط. 
حاول الإدعاء في محاكمة أدولف أيخمان في عام 1961م إثبات أن أيخمان كان رئيسًا لبلوبيل، لكن المحكمة لم تقبله. 